# Calibre (artista)
Calibre, nome artístico de Dominick Martin, é um DJ e produtor de drum and bass nascido em Belfast, Irlanda do Norte. Na cena drum'n'bass ele é famoso por suas produções bastante melódicas, bem construídas harmonicamente e ainda assim tendo uma ótima resposta nas pistas de dança do mundo todo.
Dominick começou a produzir músicas ainda muito novo, mas apenas alguns anos depois lançou suas primeiras músicas, pelo hoje extinto selo Quadrophonic, dirigido pelo grupo U2.
Estudou Belas Artes na Universidade de Ulster. Em 2003, Dominick abriu seu próprio selo, o Signature Records, pelo qual lançou em outubro de 2005 seu segundo álbum, Second Sun.
Dominick Martin também produz em outros estilos musicais, principalmente house music, onde assina suas produções com seu próprio nome.

## Discografia

### Álbuns
- Musique Concrete (Creative Source, 2001)
- Second Sun (Signature, 2005)
- Shelflife (Signature Records, 2007)
- Overflow (Signature Records, 2008)
- Shelflife Vol 2 (Signature Records, 2009)
- Shine a Light (Signature Records, 2009)
- Even If (Signature Records, 2010)
- Condition (Signature Records, 2011)
- Spill (Signature Records, 2013)